# Sant'Elena
Sant'Elena este o insulă din cadrul orașului italian Veneția. Ea se află în capătul estic al grupului principal de insule și face parte din sestiere of Castello. Insula era inițial separată de Veneția printr-un braț al Lagunei Venețiene și avea în centru Biserica Sant'Elena și mănăstirea sa, construită inițial în secolul al XII-lea și reconstruită în secolul al XV-lea.
Insula a fost extinsă de atunci pentru a umple canalul și este legată de Veneția prin trei poduri. Ea conține Parcul Rimembranze, un colegiu naval și un stadion de fotbal, Stadio Pierluigi Penzo, în afară de zonele rezidențiale și clădirile dedicate Bienalei de la Veneția. Turnul clopotniță are un inel de 6 clopote în B.

## Situație
Sant'Elena face parte din sestiere Castello al orașului italian Veneția, a cărei extremitate estică este. Ea este separată de centrul istoric al Veneției prin rio dei Giardini pe malul său vestic și de insula San Pietro prin rio de Quintavale pe malul său nordic. Partea sa estică este ocupată de stadionul Pierluigi Penzo al Veneției, de care este separată prin rio de Sant'Elena, precum și de darsena și Școala de marină militară Francesco Morosini.

## Origine
Numele insulei provine de la Biserica Sant'Elena, unde sunt păstrate relicvele mamei împăratului Constantin cel Mare, cu mănăstirea augustiniană anexă, care au fost închise ambele în epoca napoleoniană (1810). Insula a rămas separată de oraș până la sfârșitul secolului al XIX-lea. Integrarea insulei în structura urbană a fost proiectată în 1905 și realizată între 1920 și 1930. Biserica a fost resfințită.

## Imagini

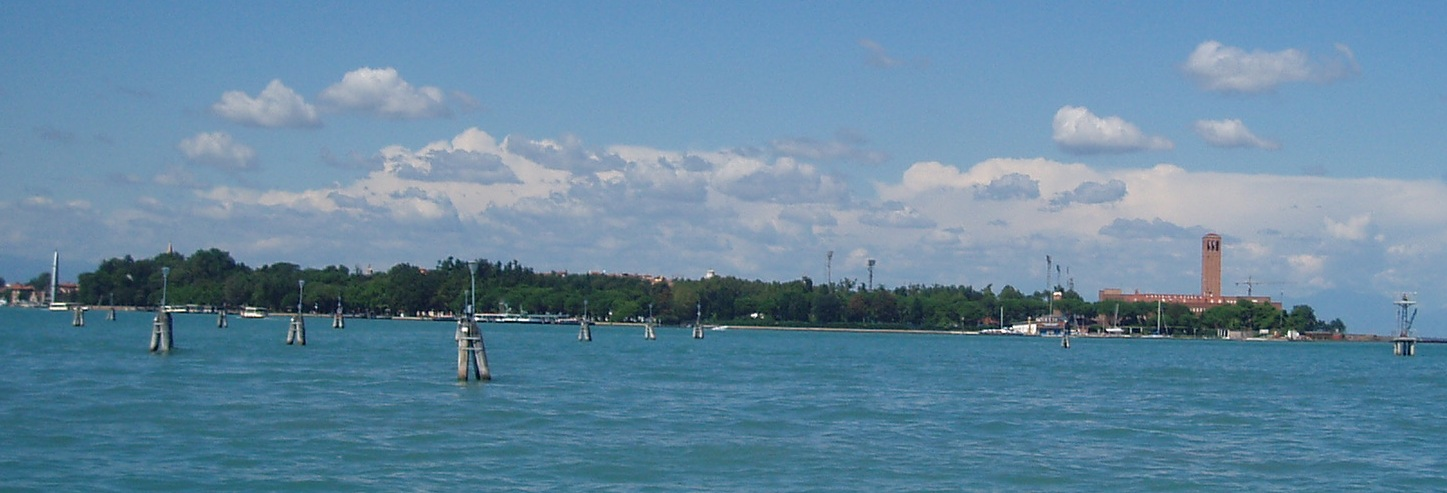
Vedere generală a insulei Sant'Elena de pe Lido
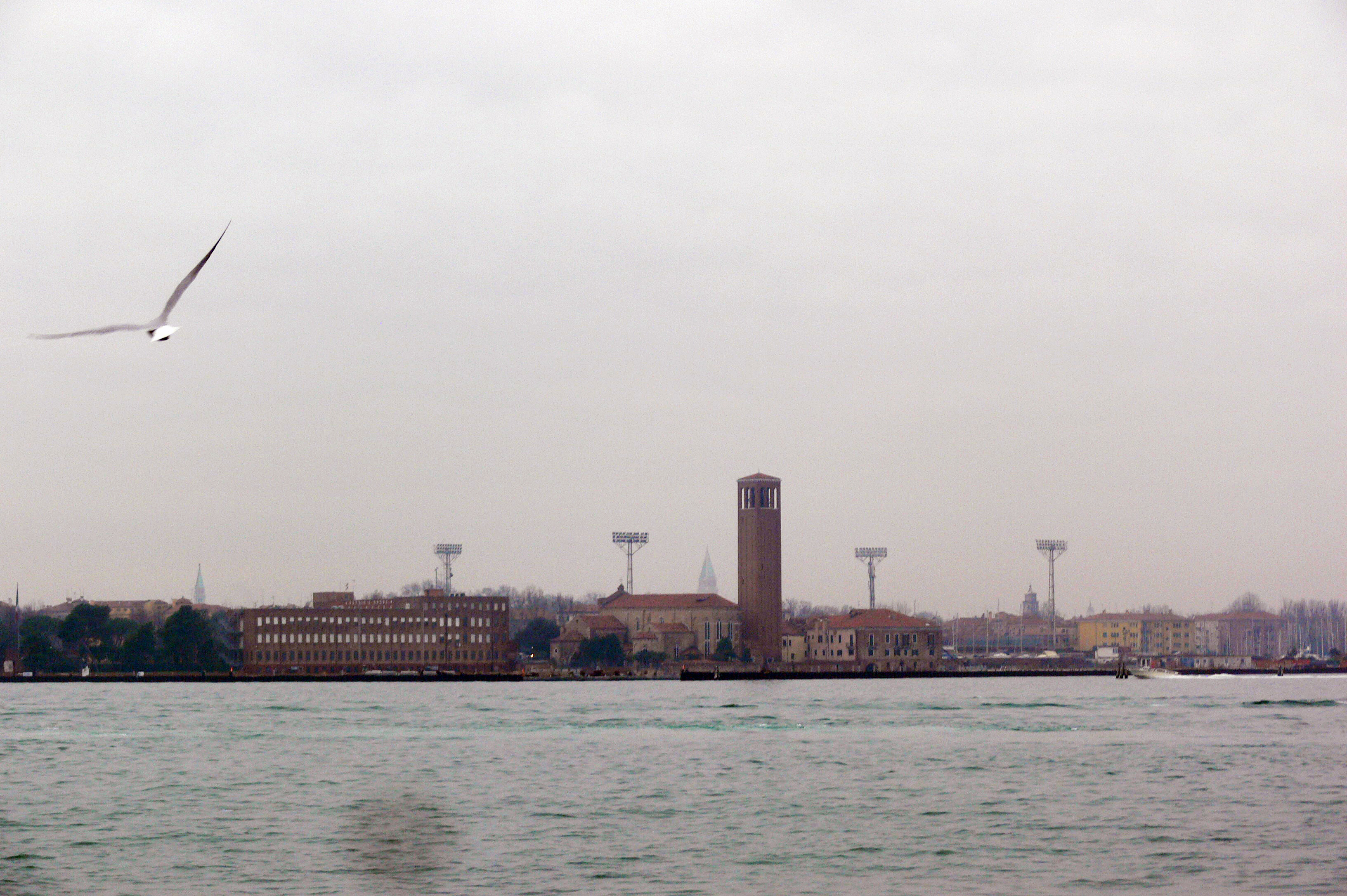
Sant'Elena văzută de pe Lido
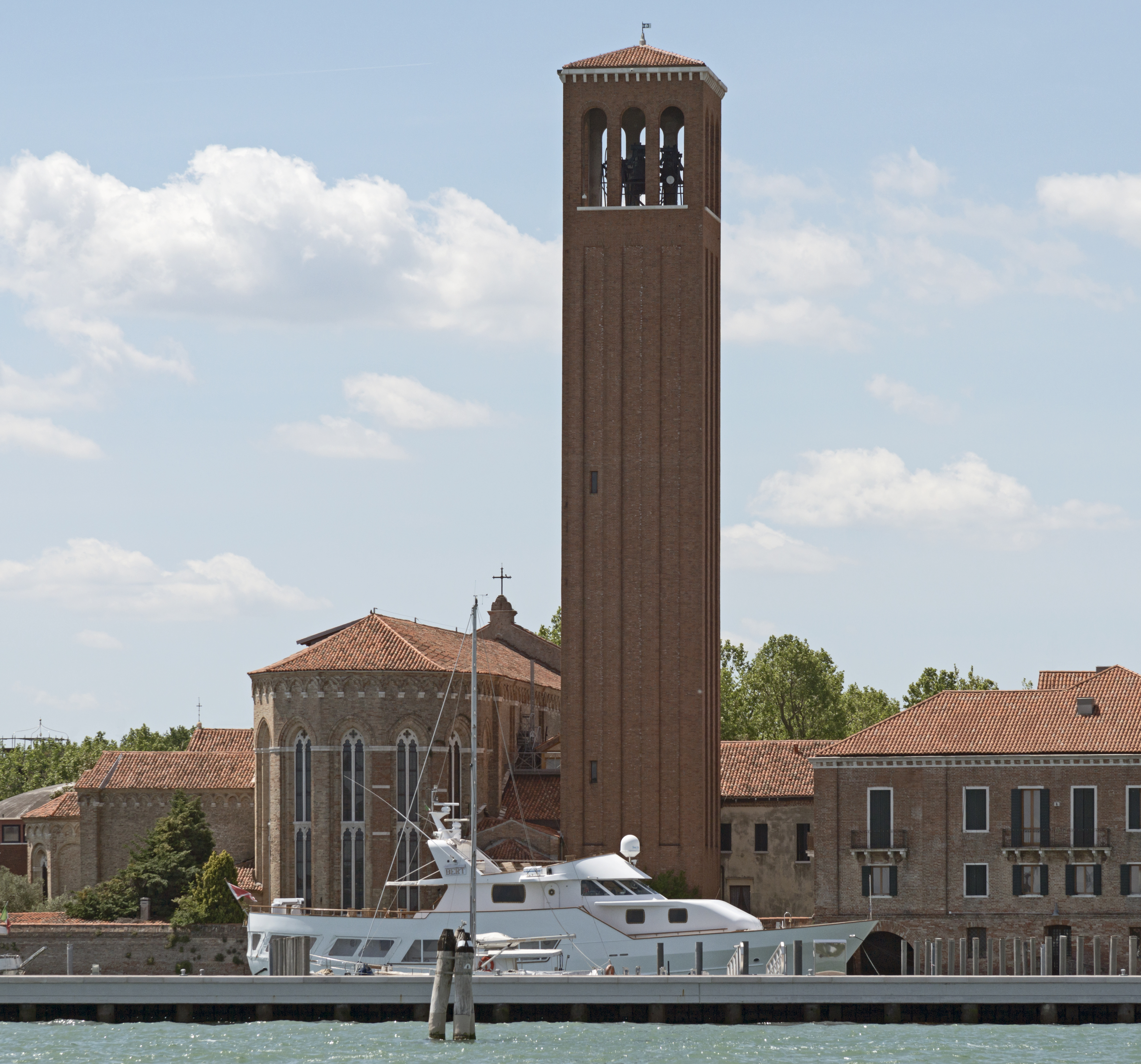
Biserica văzută de pe un vaporetto
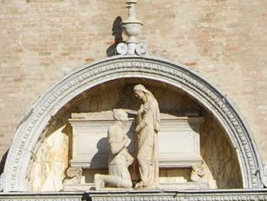
Mormânt în faţada bisericii Sant'Elena
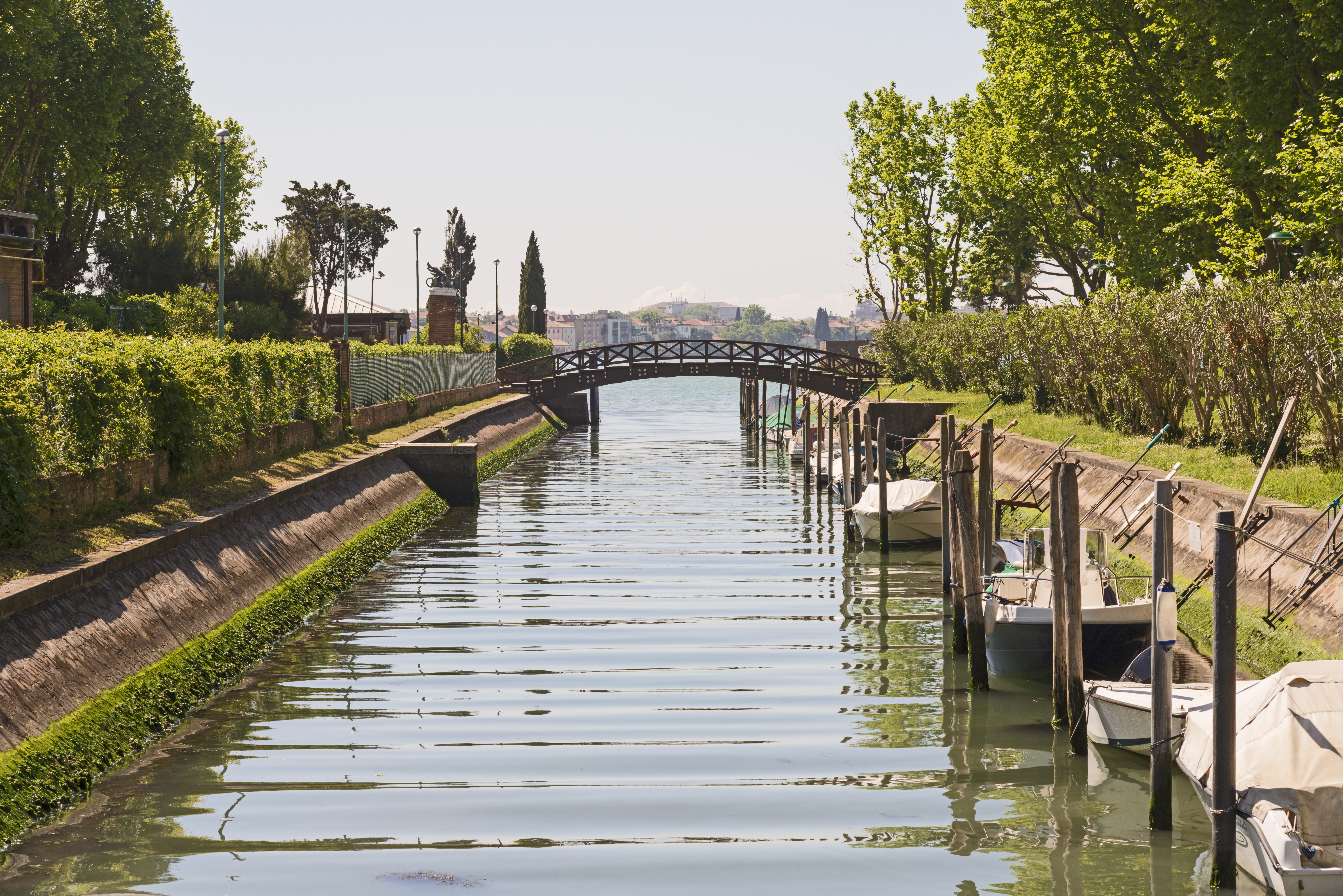
Rio Sant'Elena şi podul
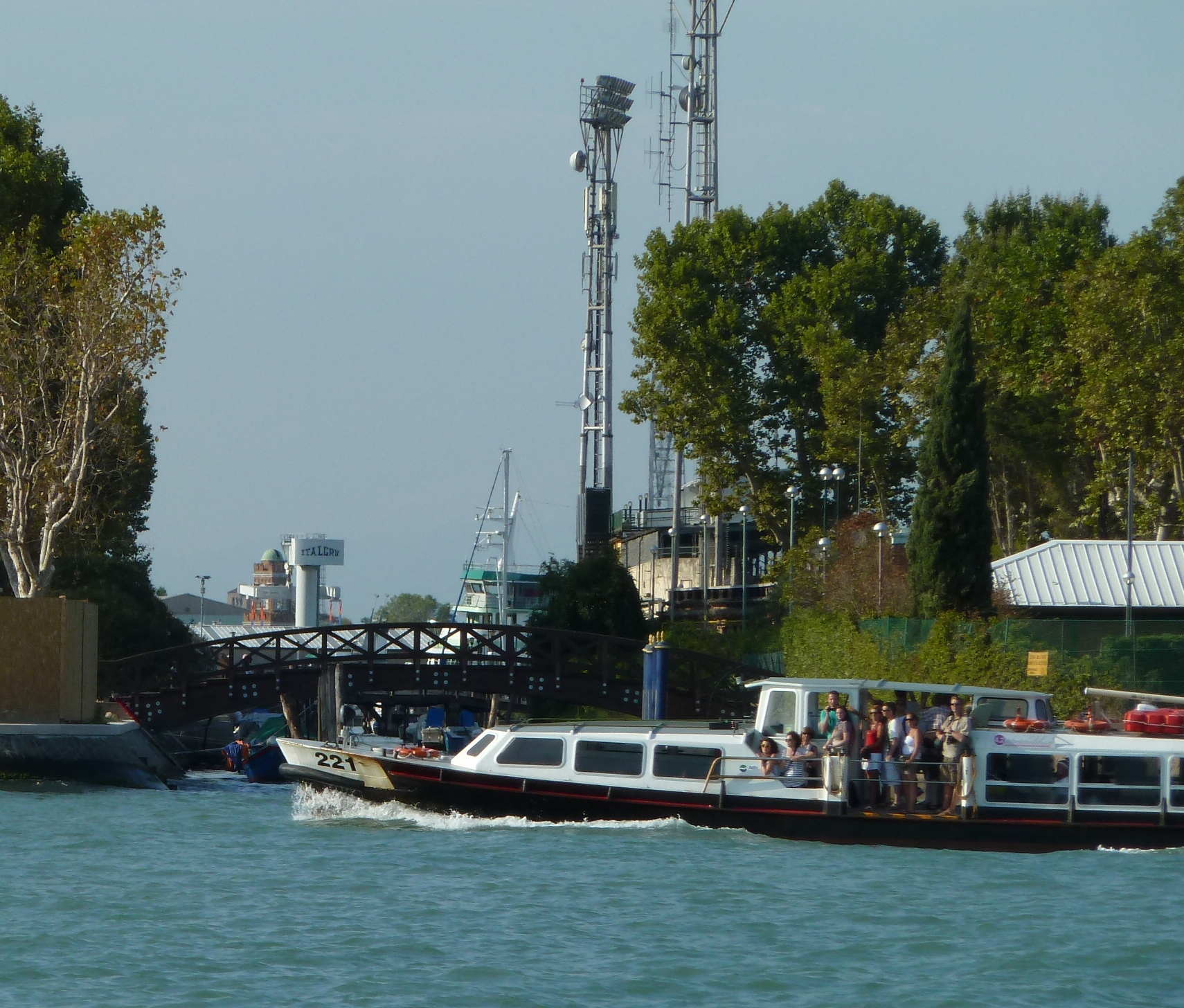
Rio Sant'Elena
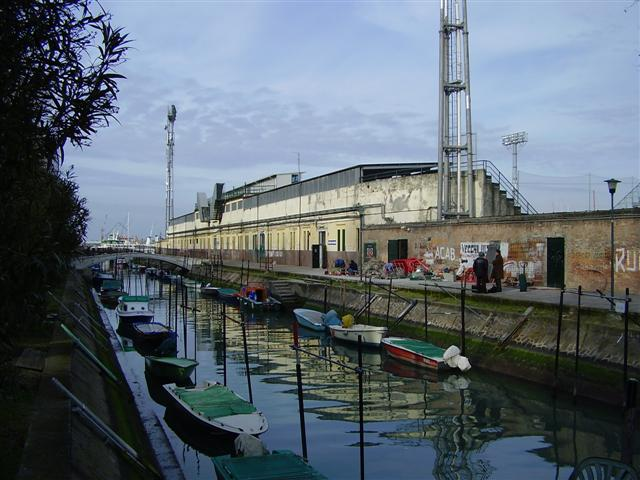
Stadionul Pierluigi Penzo